# Enfermedad de Danon
La enfermedad de Danon (o enfermedad de almacenamiento de glucógeno tipo IIb ) es un trastorno metabólico.  La enfermedad de Danon es un trastorno lisosomal por almacenamiento de glucógeno lisosomal ligado al cromosoma X. Esta enfermedad está relacionada  con miocardiopatía hipertrófica, la debilidad del músculo esquelético y discapacidad intelectual.  Se hereda en una forma dominante ligada al cromosoma X. 

## Genética
Está relacionada con el gen LAMP2 .  El estatus de esta condición como GSD   ha sido cuestionado. 

## Tratamiento
RP-A501 es una terapia génica basada en virus adeno-asociados (o AAV por sus siglas en inglés) Esta terapia se usa para curar la enfermedad de Danon restaurando el gen defectuoso LAMP-2 que se encuentra en los hombres con esta enfermedad. El trasplante de coazón se utiliza como tratamiento; sin embargo, la mayoría de los pacientes mueren a una temprana edad.

## Historia
Moris Danon caracterizó la enfermedad de Danon en 1981.  El Dr. Danon describió por primera vez la enfermedad en dos niños con enfermedades cardíacas y músculo esquelético (debilidad muscular) y discapacidad intelectual.
El primer caso de enfermedad de Danon reportado en el Medio Oriente fue una familia diagnosticada en la región oriental de los Emiratos Árabes Unidos con una nueva mutación LAMP2. Esta mutación la descubrió el cardiólogo egipcio Dr. Mahmoud Ramadan profesor asociado de cardiología en la Universidad de Mansoura  (Egipto) después de hacerle un análisis genético de todos los miembros de la familia en Bérgamo, Italia. El 20 de febrero de 2016 se publicó en el periódico Al-Bayan que se diagnosticó a 6 hombres como pacientes de la enfermedad de Danon y 5 mujeres fueron diagnosticadas como portadoras. Lo que hace de esta familia la más grande con pacientes y portadores de la enfermedad de Danon.